# Masahisa Fukase
Masahisa Fukase (深瀬 昌久, Fukase Masahisa), né le 25 février 1934 et mort le 9 juin 2012, est un photographe japonais.

## Éléments biographiques
Né à Bifuka dans l’île de Hokkaidō, au Japon, dans une famille de photographes de studio, Masahisa Fukase entre à l’âge de dix-huit ans à l’université Nihon qui est l’une des premières au Japon à proposer un cursus de photographie artistique. 
En 1956, il entre comme photographe dans une agence de publicité. 
Quelques années plus tard, parallèlement à son activité professionnelle, il commence à publier et exposer des photographies de reportage, comme « Tuez les porcs ! » (Buta wo korose !) en 1961. 
Après un passage en 1967-1968 comme directeur de la photographie aux éditions Kawade, il poursuit son activité en free-lance. 
En 1971, il publie son premier album de photographies. Son style intimiste, froid au niveau des compositions, mais très riche au niveau de la texture, l’impose alors comme l’un des principaux photographes de sa génération. 
Entre 1974 et 1976, il collabore avec Araki Nobuyoshi, Tōmatsu Shōmei, Hosoe Eikō et Moriyama Daidō à l’école de photographie Workshop, un des hauts lieux de la création artistique japonaise des années 1970. 
Il a réalisé la pochette de l'album "7000 danses" du groupe Indochine en 1987. 
En 1992, il subit un très grave accident vasculaire cérébral et il est maintenu en soins intensifs pendant vingt ans jusqu’à sa mort en 2012. 
Ses tirages et ses albums comptent parmi les plus chers sur le marché de la photographie japonaise contemporaine.

## Albums
- Yūgi (遊戯?) (Homo Ludence), Eizō no Gendai 4, Tokyo, Chūōkōronsha, 1971.
- Yōko 洋子 (Yohko?), Sonorama Shashin Sensho 8, Tokyo, Asahi Sonorama, 1978.
- Biba! Sasuke (ビバ！ サスケ?) (Viva Sasuke), Tokyo, Pet-Life-sha, 1979.
- Sasuke, Itoshiki Neko yo (サスケ、いとしき猫よ?) (Sasuke, My Dear Cat), Tokyo, Seinen-shokan, 1979.
- Neko no Mugi Wara Boshi (猫の麦わら帽子?) (The Strawhat Cat), Tokyo, Bunka Shuppankyoku, 1979.
- Kūkai to Kōyasan (空海と高野山?) (Kūkai and Mount Kōya), Nihon no Seiiki 2, Tokyo, Kōsei Shuppansha, 1982.
- Karasu (鴉?) (Ravens), Yokohama, Sōkyūsha, 1986[1].
- Kazoku (家族?) (Family), Tokyo, IBC, 1991.
- The Solitude of Ravens: a Photographic Narrative, San Francisco, Bedford Arts, 1991[2].
- Chichi no Kioku (父の記憶?) (Memories of Father), Tokyo, IBC, 1991.
- Fukase Masahisa (深瀬昌久?), Nihon no Shashinka 34, Tokyo, Iwanami Shoten, 1998.
- Bukubuku (家族?) (Bubbling), Tokyo, Hysteric Glamour, 2004.
- Fukase Masahisa (深瀬昌久?), Hysteric Twelve, Tokyo, Hysteric Glamour, 2004.

## Expositions

### Expositions personnelles
- 3 mars - 4 juin 2023 : Fukase Masahisa 1961-1991, Musée de la photographie, Tokyo[3].

### Expositions collectives
- 8 décembre 1985 - 9 février 1986 : Black Sun: The Eyes of Four, galerie Museum of Modern Art, Oxford[4]

puis : 5 avril - 11 mai 1986 : Serpentine Gallery, Londres ; 9 août - 26 octobre 1986 : Philadelphia Museum of Art, Philadelphie ; mars - mai 1987 : University of Iowa Stanley Museum of Art, Iowa ; septembre - octobre 1987 : Museum of Art, San Diego ; août - octobre 1988 : Museum of Art, Baltimore.
- 22 octobre 2024 - 12 janvier 2025 : Le goût de la photographie : dans la collection Jérôme Prochiantz, Bibliothèque nationale de France, Paris[6].